# Риполь (река)
Риполь (исп. Río Ripoll, кат. Ripoll) — река в Каталонии, Испания, приток реки Бесос (бассейн Средиземного моря).
Река берёт начало в горах Сьерра-де-Гранера на высоте 640 метров и течёт через Кастельяр-дель-Вальес, Сабадель, Барбера-дель-Вальес, Рипольет, Серданьола-дель-Вальес, на территории муниципалитета Монкада-и-Решак на высоте 36 метров впадает в Бесос.

## Наводнение 1962 года
В течение 40-х и 50-х годов XX столетия на берегах реки велось интенсивное жилищное строительство, в новых домах в основном селились мигранты из южных районов Испании. Утро 25 сентября 1962 года было солнечным и ничто не предвещало несчастья, около часа дня пошёл слабый дождь, который к 9 вечера превратился в страшный ливень, в течение нескольких часов выпало 225 миллиметров осадков. Вода в реке резко поднялась и устремилась вниз по течению, сметая на своём пути деревья, мосты, машины и дома. В результате этого ночного наводнения погибли сотни людей.
Сильные наводнения случались на реке и раньше — в 1865, 1911, 1913, 1926, 1944 годах, но ни одно из них не имело столь катастрофических последствий.

## Галерея

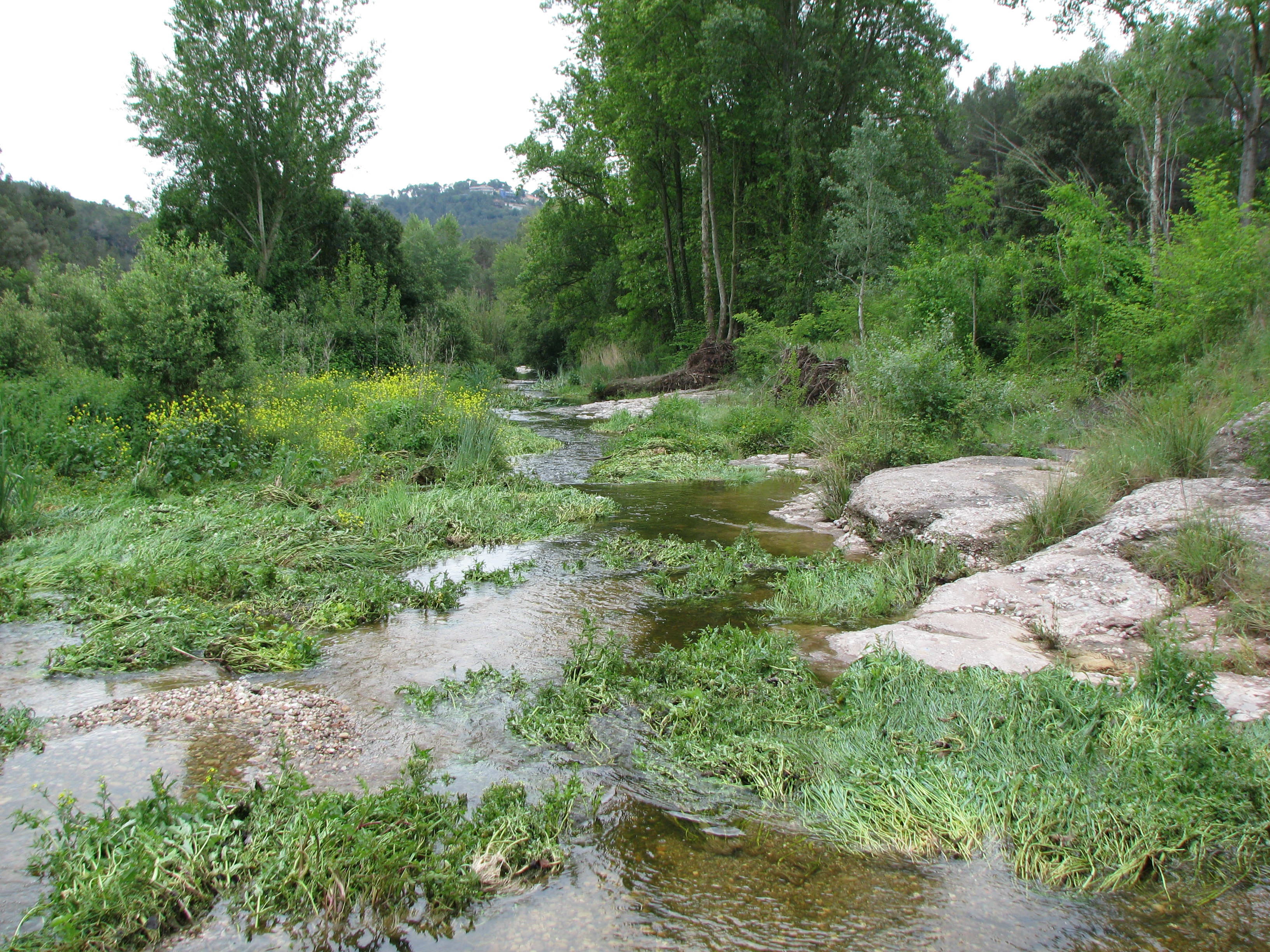
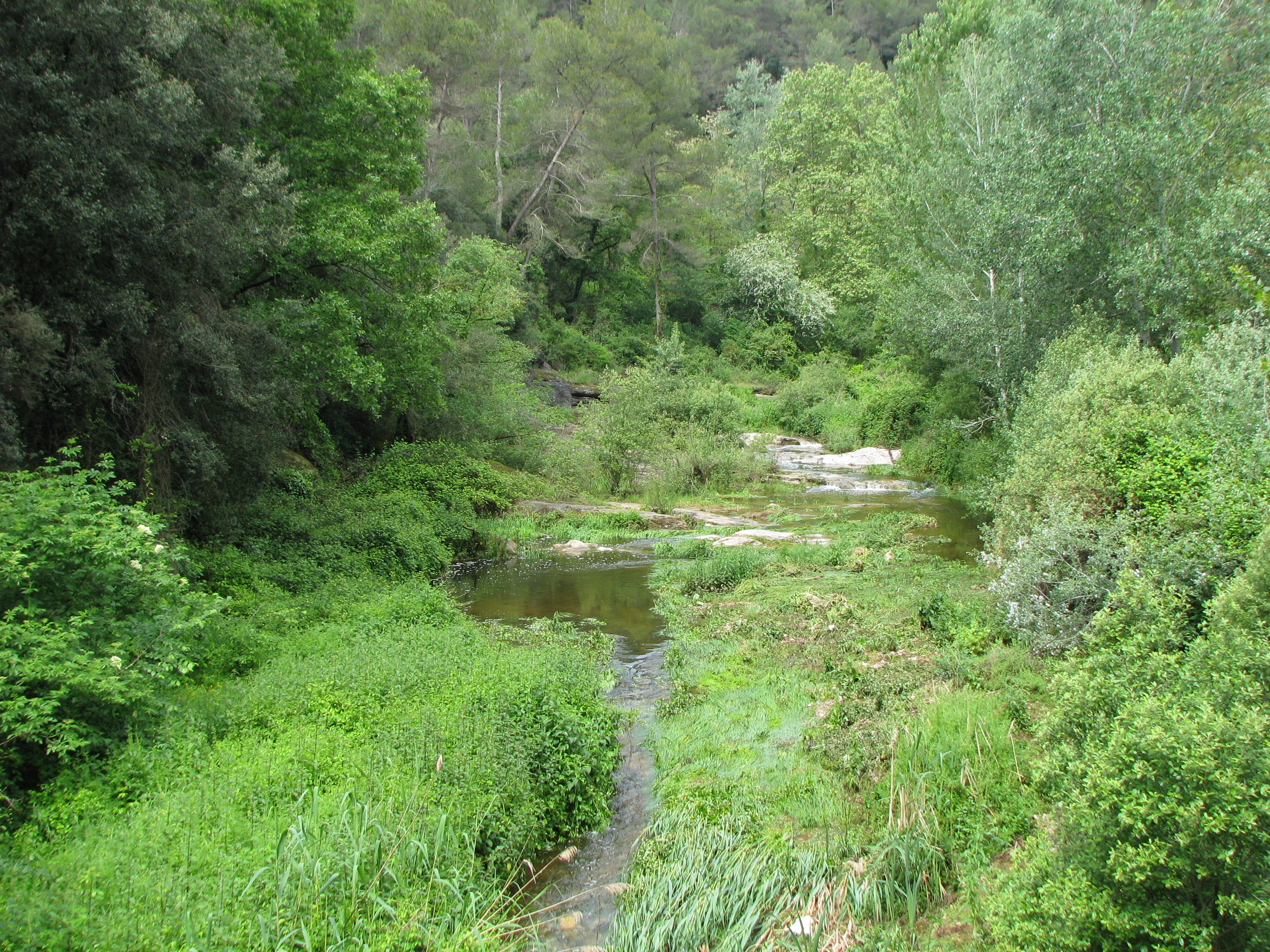
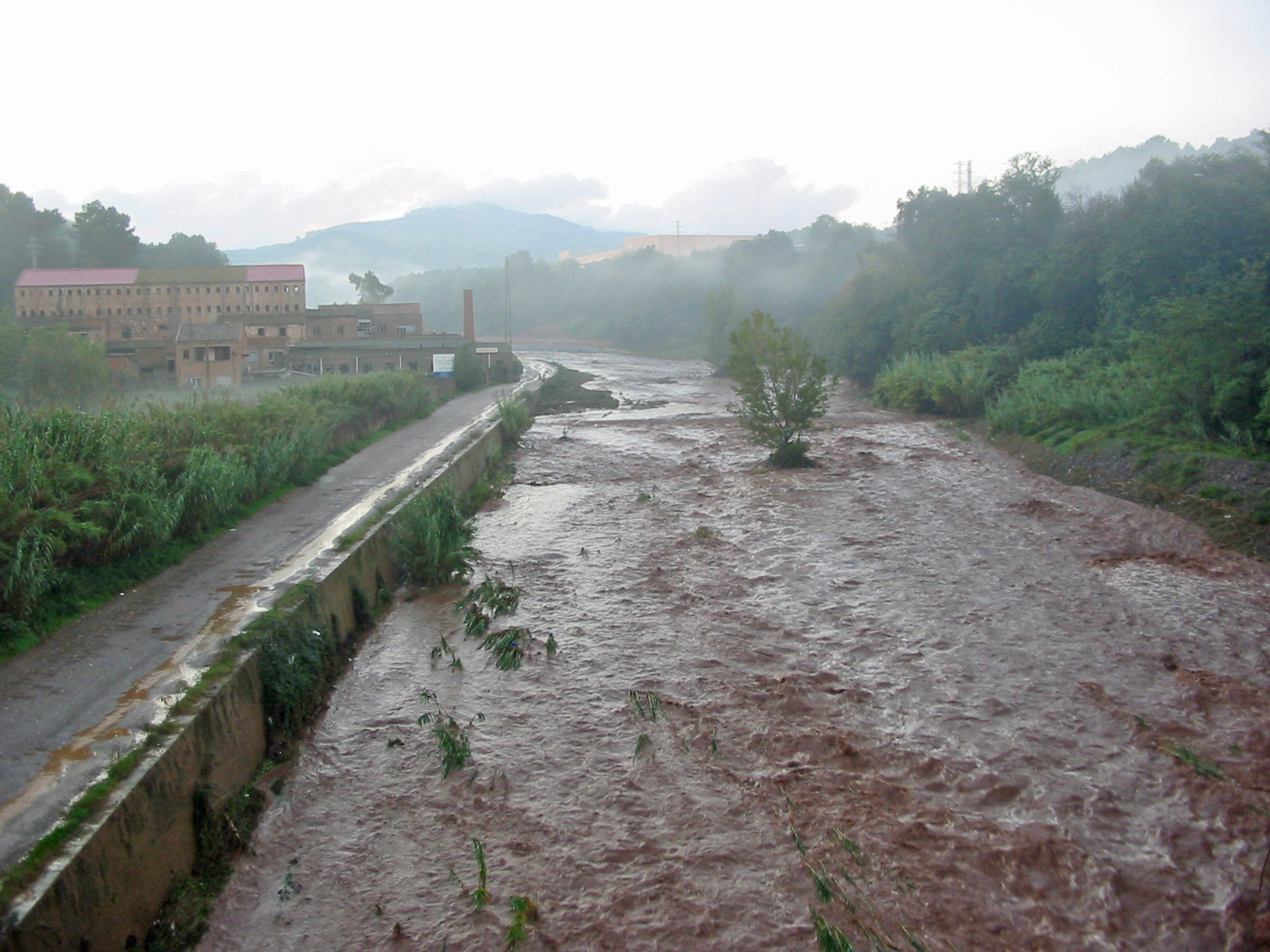
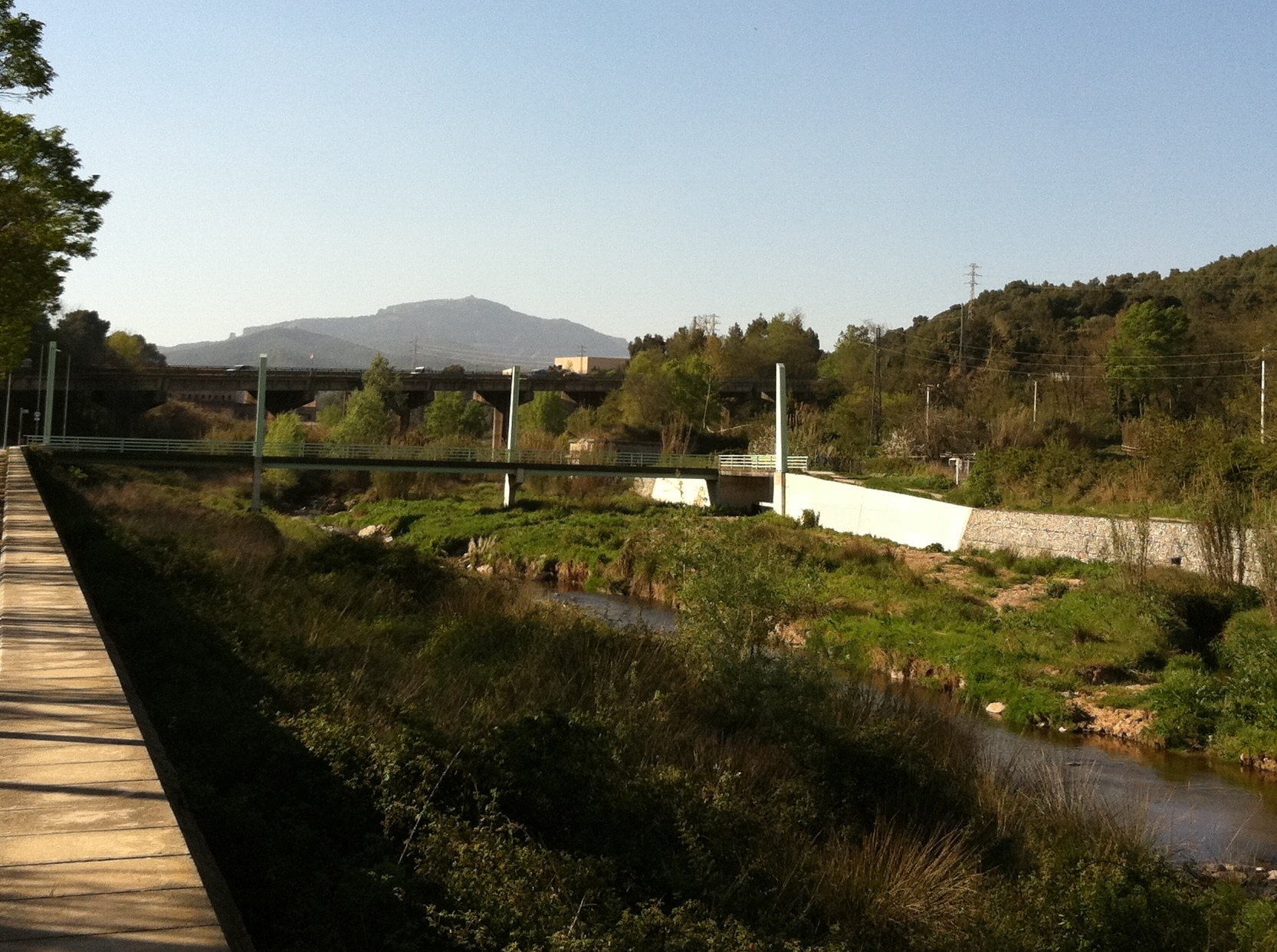